# Гзавијер Еспот Замора
Гзавијер Еспот Замора (рођен 30. октобра 1979. године) је андорски политичар. Он је бивши министар правде и тренутни председник Владе Кнежевине Андоре од 16. маја 2019. године.